# Minija
El Minija (pronunciació: Míniya; en alemany Minge) és un riu que flueix pel territori de la Lituània occidental. Neix al petit llac Sydelkis que es troba a 14 km de Telšiai. Quan el riu flueix fora del llac Sydelkis se l'anomena Mava, entre el llac Ilgis i el Pluotinalis - Kliurkė i és després del llac Didovo que ja obté el nom Minija.
Flueix pels llacs Ilgis, Pluotinalis, Didovas, i els pobles de Gargždai i Priekulė abans d'arribar al distributari d'Atmata de delta del Nemunas.
El 1873 un canal, anomenat "Canal Vilhelmo" va ser construït per a connectar el Minija directament amb el port de Klaipėda.

## Afluents
- Esquerra: Pala, Alantas, Žvelsa, Agluona, Veiviržas, Tenenys
- Dreta: Sausdaravas, babrungas, Mišupė, Salnatas